# Paracerceis tomentosa
Paracerceis tomentosa is een pissebed uit de familie Sphaeromatidae. De wetenschappelijke naam van de soort is voor het eerst geldig gepubliceerd in 1967 door Schultz & McCloskey.